# Dżumajjil
Dżumajjil (lub Dżemajel, Gemayel, Jemayel, Jamail) – wpływowa rodzina maronicka z główną siedzibą w Bikfajji w Libanie. Dżumajjilowie odgrywają dużą rolę wśród libańskich chrześcijan już od XVI wieku, m.in. dwóch było prezydentami Libanu.

## Znani członkowie
Linia „prezydencka”
- Pierre al-Dżumajjil (1905–1984) – libański polityk, założyciel i lider partii Kataeb
- Amin al-Dżumajjil (ur. 1942) – syn Pierre’a, prezydent Libanu w latach 1982-1988
- Dżujs al-Dżumajjil – żona Amina al-Dżumajjila
- Baszir al-Dżumajjil (1947–1982) – syn Pierre’a, libański polityk, dowódca Sił Libańskich, prezydent elekt Libanu
- Sulandż al-Dżumajjil (ur. 1949) – żona Baszira al-Dżumajjila, deputowana libańskiego Zgromadzenia Narodowego w latach 2005-2009
- Bijar Amin al-Dżumajjil (1972–2006) – syn Amina i Dżujs, libański polityk, były minister przemysłu
- Sami al-Dżumajjil (ur. 1980) – syn Amina i Dżujs, libański polityk, deputowany Zgromadzenia Narodowego
- Nadim al-Dżumajjil (ur. 1982) – syn Baszira i Sulandż, libański polityk, deputowany Zgromadzenie Narodowego

Pozostali
- Filibus (Filip) al-Dżumajjil – maronicki patriarcha Antiochii w latach 1795-1796
- Sizar al-Dżumajjil (1898-1958) – libański malarz[2]
- Ghabrijil al-Dżumajjil (1907-1987) – pierwszy prezes Libańskiego Komitetu Olimpijskiego, członek MKOL[3]
- Muris al-Dżumajjil (1910–1970) – libański polityk, były członek Zgromadzenia Narodowego
- Butrus (Piotr) al-Dżumajjil (ur. 1932) – maronicki arcybiskup Cypru w latach 1988-2008[4]